# Lasiophila hewitsonia
Lasiophila hewitsonia är en fjärilsart som beskrevs av Butler 1868. Lasiophila hewitsonia ingår i släktet Lasiophila och familjen praktfjärilar. Inga underarter finns listade i Catalogue of Life.